# Chiến tranh Đường – Cao Câu Ly
Chiến tranh Đường–Cao Câu Ly là cuộc chiến tranh xảy ra từ năm 645 đến năm 668 giữa Vương quốc Cao Câu Ly và Đế quốc Đại Đường. Trong suốt cuộc chiến, hai bên liên minh với nhiều quốc gia khác. Cao Câu Ly đã đánh lui thành công các đội quân xâm lược của nhà Đường trong các cuộc xâm lược đầu tiên của nhà Đường vào năm 645-648. Sau khi xâm lược Bách Tế vào năm 660, quân đội Đại Đường và Tân La tấn công Cao Câu Ly từ phía Bắc và phía Nam vào năm 661, nhưng buộc phải rút lui vào năm 662. Năm 666, Uyên Cái Tô Văn chết và Cao Câu Ly bị cản trở bởi sự bất đồng bạo lực, nhiều cuộc đào tẩu và sự mất tinh thần trên diện rộng. Liên minh Đường-Tân La tiến hành một cuộc xâm lược mới vào năm sau, với sự hỗ trợ của kẻ đào tẩu Uyên Cái Tô Văn. Vào cuối năm 668, kiệt sức vì nhiều cuộc tấn công quân sự và bị hỗn loạn chính trị nội bộ, vương quốc Goguryeo và tàn dư của quân đội Bách Tế đã khuất phục trước những đội quân vượt trội về số lượng của Đại Đường và Tân La.
Chiến tranh đánh dấu sự kết thúc của Tam Quốc Triều Tiên kéo dài từ năm 57 trước Công nguyên. Nó cũng gây ra Chiến tranh Đường–Tân La trong đó Vương quốc Tân La và Đế quốc Đại Đường tranh giành chiến lợi phẩm mà họ giành được.